# John Ortberg
John Ortberg, född 5 maj 1957, är en svenskättad pastor i Menlo Park Presbyterian Church, med drygt 4000 medlemmar, i Menlo Park i Kalifornien. Han var tidigare pastor i Willow Creek Community Church i South Barrington utanför Chicago.
Flera av hans böcker har givits ut på svenska, bland andra Alla är normala tills man lär känna dem (2004), Kärleken jag längtar efter, Livet jag längtar efter, Om du vill gå på vatten måste du ta dig ur båten och Gud är närmare än du tror (2006).